# 사계정사
사계정사(沙溪精舍)는 대한민국 전북특별자치도 남원시 주생면에 있는, 남양 방씨의 선조 방응현(房應賢)이 조선 중기에 처음 세운 정자이다. 2000년 11월 17일 전라북도의 문화재자료 제166호로 지정되었다.

## 개요
남양 방씨의 선조 방응현(房應賢)이 조선 중기에 처음 세운 정자이다.
정자 옆에 흐르는 냇물은 모래내, 즉 ‘사계(沙溪)’라고 불린다. 임진왜란(1592년) 때 건물이 불에 타, 이후 후손들이 여러 번 다시 지었다.
방응현은 벼슬에 뜻을 두지 않고 학문을 닦으면서 일생을 이곳에서 보냈다. 그는 이항, 노수신, 조식, 노진 등 유명인사와 가깝게 지냈으며, 정자 안에는 그들의 글이 여러 편 걸려 있다.
건물 가운데 한 칸의 방을 두고 사방에 마루를 둔 구조로서, 일반적인 호남지방 정자의 양식을 따랐다.

## 참고 자료
- 사계정사 - 국가유산청 국가유산포털